# Мухино (Иркутская область)
Му́хино — деревня в Чунском районе Иркутской области России. Административный центр Мухинского сельского поселения.

## География
Деревня находится на расстоянии примерно 31 км к юго-западу от рабочего посёлка Чунский, административного центра района.

## Население
| 2002 | 2010 | 2011 | 2012 |
| ---- | ---- | ---- | ---- |
| 162  | ↘156 | ↘155 | ↗156 |

### Половой состав
По данным Всероссийской переписи, в 2010 году в деревне проживало 156 человек (83 мужчины и 73 женщины).